# بنات جيدات جدا
بنات جيدات جدا (بالإنجليزية: Very Good Girls)‏ هو فيلم دراما صدر في سنة 2014. من بطولة داكوتا فانينغ وإليزابيث أولسن وديمي مور وريتشارد درايفوس وإلين باركين.

## الميزانية والإيرادات
حقق إيرادات تقدر بـ 6940 دولار.

## وصلات خارجية
- بنات جيدات جدا على موقع IMDb (الإنجليزية)
- بنات جيدات جدا على موقع ميتاكريتيك (الإنجليزية)
- بنات جيدات جدا على موقع روتن توميتوز (الإنجليزية)
- بنات جيدات جدا على موقع نتفليكس (الإنجليزية)
- بنات جيدات جدا على موقع قاعدة بيانات الأفلام العربية
- بنات جيدات جدا على موقع ألو سيني (الفرنسية)
- بنات جيدات جدا على موقع Turner Classic Movies (الإنجليزية)
- بنات جيدات جدا على موقع أول موفي (الإنجليزية)
- بنات جيدات جدا على موقع بوكس أوفيس موجو (الإنجليزية)
- بنات جيدات جدا على موقع فيلمافينيتي (الإسبانية)